# Lauteraarhorn
Lauteraarhorn (4042 m n. m.) je hora v Bernských Alpách. Leží na území Švýcarska v kantonu Bern nedaleko italských hranic. Sousedí s Schreckhornem na severu a s Finsteraarhornem na jihu. Na vrchol je možné vystoupit od chat Lauteraar-Hütte (2392 m n. m.) a Schreckhorn-Hütte (2529 m n. m.). Hora se nachází mezi dvěma velkými ledovci: Unteraargletscherem a Finsteraargletscherem.
Horu poprvé zdolali 8. srpna 1842 Pierre Jean Édouard Desor, Christian Girard, Arnold Escher von der Linth, Melchior Bannholzer a Jakob Leuthold.